# René Bonnet

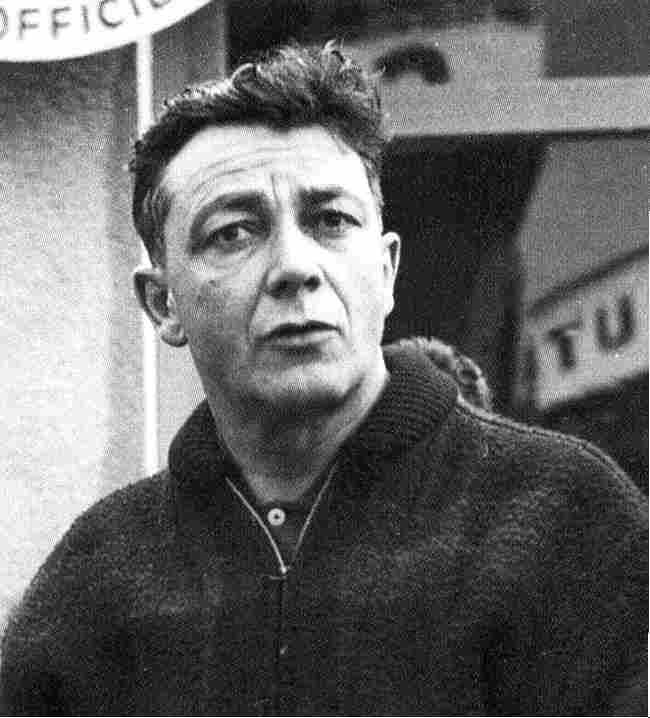
René Bonnet

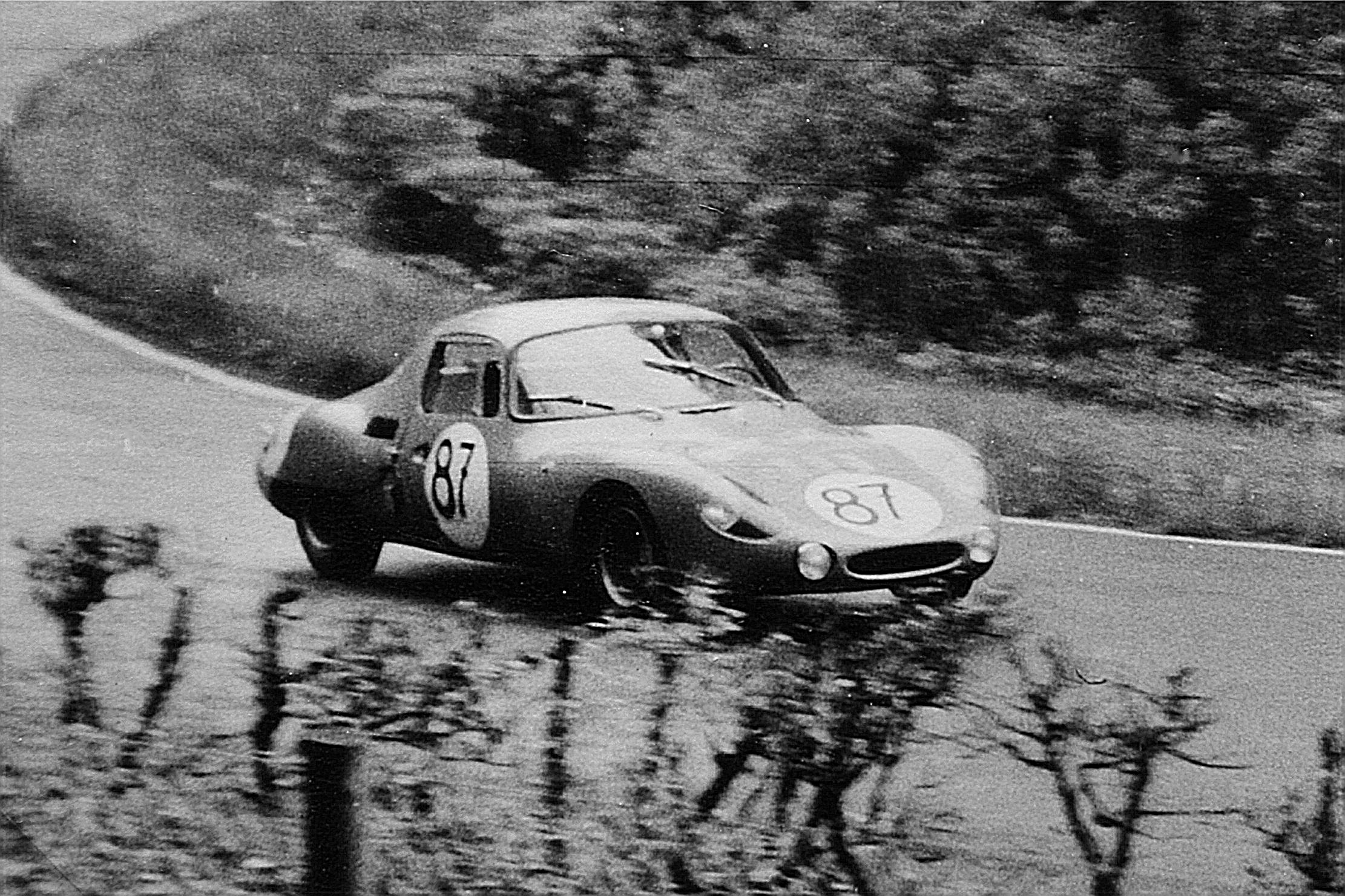
René Bonnet Djet 1963 beim 1000-km-Rennen auf dem Nürburgring

René Jules Bonnet (* 27. Dezember 1904 in Vaumas; † 13. Januar 1983 in Épernay) war ein französischer Automobilrennfahrer und Fahrzeugkonstrukteur.

## Rennfahrer und Unternehmer
Seit Anfang der 1950er-Jahre hatten sich René Bonnet und sein Partner Charles Deutsch mit den DB-(Deutsch-Bonnet)-Sportwagen einen Namen gemacht, die ein hubraumschwacher Zweizylinder-Boxermotor von Panhard mit 850 cm³ Hubraum antrieb. Zum Teil wurden diese Wagen in Serie gefertigt (z. B. DB Coach Standard/Luxe/Super Rallye), andere blieben nur Einzelstücke. Im Jahre 1961 kam es aber zu Unstimmigkeiten zwischen Bonnet und Deutsch. Deutsch verließ das Unternehmen und Bonnet führte es unter dem Namen Automobiles René Bonnet weiter.
Bonnet begann nun mit der Planung eines neuen Prototyps, der mit Renault-Technik bestückt wurde. Dieser Prototyp mit Vierzylinder-Reihenmotor mit  996 cm³ Hubraum kam 1962 in Le Mans zum Einsatz und eine davon abgeleitete Straßenversion, der Djet, wurde ebenfalls entwickelt. Dieser Sportwagen hatte als Besonderheit einen Mittelmotor, im Gegensatz zu den frontangetriebenen Modellen Missile und Le Mans.
Außerdem baute Bonnet ein Rohrrahmenchassis für einen Formel-3-Wagen. Die Zusammenarbeit mit Renault wurde erweitert.
Die Karosserien der Fahrzeuge bestanden aus Fiberglas und das kleine Unternehmen konnte die vielen Entwicklungs- und Fertigungsprogramme nicht mehr im eigenen Hause bewältigen. Bonnet gab die Herstellung der Karosserieelemente an die GAP (Générale d’Application Plastiques) in Romorantin (ca. 200 km südlich von Paris) ab. Diesen Handel ermöglichte Marcel Chassagny, Präsident und Generaldirektor von Matra.
Nachdem René Bonnet Anfang 1964 in finanzielle Schwierigkeiten geraten war, übernahm GAP (eine einhundertprozentige Tochter von Matra) sein Unternehmen. Zuerst firmierte das neue Unternehmen als Societe Matra-Bonnet und ab Oktober nur noch als S.A. Matra-Sport.

## Statistik

### Le-Mans-Ergebnisse
| Jahr | Team                          | Fahrzeug | Teamkollege     | Platzierung             | Ausfallgrund     |
| ---- | ----------------------------- | -------- | --------------- | ----------------------- | ---------------- |
| 1949 | René Bonnet                   | DB       | Charles Deutsch | Ausfall                 | Motorschaden     |
| 1950 | Automobiles Deutsch et Bonnet | DB Tank  | Élie Bayol      | Rang 23                 |                  |
| 1951 | Automobiles Deutsch et Bonnet | DB Tank  | Élie Bayol      | Rang 21                 |                  |
| 1952 | Automobiles Deutsch et Bonnet | DB Tank  | Élie Bayol      | Ausfall                 | Kraftübertragung |
| 1953 | Automobiles Deutsch et Bonnet | DB HBR   | André Moynet    | Rang 17                 |                  |
| 1954 | Automobiles Deutsch et Bonnet | DB HBR   | Élie Bayol      | Rang 10 und Klassensieg |                  |
| 1955 | Ecurie Jeudy-Bonnet           | DB HBR   | Claude Storez   | Ausfall                 | Zündungsschaden  |

### Sebring-Ergebnisse
| Jahr | Team           | Fahrzeug       | Teamkollege    | Teamkollege   | Platzierung             | Ausfallgrund |
| ---- | -------------- | -------------- | -------------- | ------------- | ----------------------- | ------------ |
| 1952 | Deutsch-Bonnet | Deutsch-Bonnet | Wade Morehouse | Steve Lansing | Rang 7 und Klassensieg  |              |
| 1953 | Hobart Cook    | DB HBR         | Wade Morehouse |               | Rang 11 und Klassensieg |              |

### Einzelergebnisse in der Sportwagen-Weltmeisterschaft
| Saison | Team                         | Rennwagen | 1   | 2   | 3   | 4   | 5   | 6   | 7   |
| ------ | ---------------------------- | --------- | --- | --- | --- | --- | --- | --- | --- |
| 1953   | Hobart Cook Deutsch & Bonnet | DB HBR    | SEB | MIM | LEM | SPA | NÜR | RTT | CAP |
| 1953   | Hobart Cook Deutsch & Bonnet | DB HBR    | 11  |     | 17  |     |     |     |     |
| 1954   | Deutsch & Bonnet             | DB HBR    | BUA | SEB | MIM | LEM | RTT | CAP |     |
| 1954   | Deutsch & Bonnet             | DB HBR    |     |     |     | 10  | DNF |     |     |
| 1955   | Ecurie Jeudy-Bonnet          | DB HBR    | BUA | SEB | MIM | LEM | RTT | TAR |     |
| 1955   | Ecurie Jeudy-Bonnet          | DB HBR    | DNF |     |     |     |     |     |     |